# Phreatia amesii
Phreatia amesii är en orkidéart som beskrevs av Friedrich Fritz Wilhelm Ludwig Kraenzlin. Phreatia amesii ingår i släktet Phreatia och familjen orkidéer. Inga underarter finns listade i Catalogue of Life.